# Làu táu
Làu táu hay táu nước (danh pháp hai phần: Vatica cinerea) là một loài thực vật thuộc họ Dipterocarpaceae. Loài này có ở Campuchia, Malaysia, Myanmar, Thái Lan, và Việt Nam.